# La mia tenera e gentile bestia
La mia tenera e gentile bestia (Moy laskovyy i nezhnyy zver) è un film sovietico del 1978 diretto da Emil Vladimirovici Loteanu.